# Реформація в Австрії
Реформація в Австрії - короткий період (XVI—XVII століття), Протягом якого в Австрії поширилися ідеї протестантства. Наприкінці XVII століття в результаті контрреформації протестантизм в країні повністю занепав. Деяке відродження його відбулося лише у другій половині XIX століття в результаті розвитку релігійної терпимості.

## Перші роки
З кінця 1520 року в Австрії почали поширюватися друковані видання на підтримку Реформації, незважаючи на заборони влади. Ці ідеї були охоче прийняті багатьма віруючими, нижніми шарами священиків і ченцями. Дворяни-землевласники не тільки переходили в лютеранство, а й сприяли його поширенню в своїх маєтках і парафіях.
Інший протестантський рух - анабаптисти - був особливо сильним в Тіролі, звідки воно широко поширилося починаючи з 1525 року завдяки таким місіонерам, як Ганс Гут (de: Hans Hut), Бальтазар Губмаєр і Якоб Гуттер (de: Jakob Hutter). Характерними рисами цього руху було хрещення в зрілому віці і добровільність церкви. З 1527 року влада переслідувала анабаптистів як єретиків. В Австрії було страчено близько 1000 з них (див. De: Märtyrer der Täuferbewegung). Лише з 1544 р. репресії потроху ослабли. Анабаптисти знайшли притулок в Моравії, де процвітала громада гуттерітов під керівництвом Якоба Гуттерів.
Король Фердинанд I намагався запобігти занепаду католицьких монастирів і духовенства шляхом нанесення особистих візитів. Оскільки він потребував підтримки землевласників для захисту від турків, яким 1529 р вперше вдалося осадити Відень, йому довелося піти на поступки протестантам.

## Період відносної віротерпимості
У 1555 регіональні правителі на підставі Аугсбургского світу отримали право самостійно визначати, до якої конфесії належить їх територія. Носії інших віросповідань більш не розглядалися як єретики, проте були змушені переселятися на території, де визнавалася їхня конфесія. На практиці це правило застосовувалося досить непослідовно, оскільки дворяни нерідко призначали священиками в підвідомчих їм церквах протестантських налаштованих священиків, а через брак кадрів багато парафій залишилися без священиків. Протягом десятків років католики і протестанти змушені були співіснувати на одних і тих же територіях, і суворий поділ між ними було неможливим.
У 1551 р Фердинанд I запросив до Відня єзуїтів. В їх школах виховувалися майбутні єпископи і відповідальні особи держави, серед яких в ту пору особливо активну роль зіграв Петро Канізій, який намагався своїми молитвами і катехізисом власного твору зміцнити позиції католиків.
У роки правління Максиміліана II (1564-1576), який дозволив дворянству свободу вибору віросповідання, протестантизм в Австрії досяг вищої точки свого процвітання. 22 грудня 1567 р. Максиміліан пустив в обхід Пассауского єпископа Загальний монастирський регламент, в якому, зокрема, постановив про скасування співжиття.
Незважаючи на релігійну індиферентність імператора Рудольфа II, приблизно з 1580 почалася контрреформація. Єпископи, навчені в єзуїтських школах, а також абати, які часто були вихідцями з інших країн, почали реалізовувати рішення Тридентського собору (1545-1563). Реалізація багатьох з затверджених собором реформ затягнулася на століття і більше: зокрема, лише в 1758 р була заснована Віденська семінарія (de: Wiener Priesterseminar).
В ході зіткнень між імператором Рудольфом II і його братом Матвієм останній був змушений підписати в 1609 р так звані «капітулянтські умови», в яких гарантував свободу віросповідання. У наступному десятилітті протестантизм знову відчув розквіт на придунайських землях Габсбургів. У зв'язку з цим можна згадати діяльність численних просвітителів, зокрема І. Кеплера, євангельської школи в Лінці. Політичним архітектором опозиційної політики був de: Georg Erasmus von Tschernembl.

## Занепад реформації і рекатолізація
З приходом до влади Фердинанда II, який на той час вже енергійно здійснював контрреформацію у Внутрішній Австрії, становище стало загострюватися. Дунайські реформати уклали в 1619 пакт з чеськими протестантами (de: Confoederatio Bohemica) і приєдналися до їхнього повстання, проте зазнали катастрофічної поразки в битві на Білій Горі.
Починаючи з цього моменту в Австрії остаточно взяла гору контрреформація. Її провідниками, поряд з єзуїтами, були перш за все такі ордени, як капуцини, сервітов і Варнавити. Основними лідерами Контрреформації були єпископи Мельхіор Клезль у Відні, Мартін Бреннер в Зеккау, Георг Штобойс в лафанта, Вольф Дитріх фон Райтенау і пізніше Маркус Зіттікус граф фон Хоенемс в Зальцбурзі.
Результатом поразки протестантів стала конфіскація їх маєтків в Нижній Австрії і залежність Верхньої Австрії від Баварії. Кульмінацією рекатолізаціі, яка прямувала з Баварії, стала Селянська війна у Верхній Австрії 1626 г. (de: Oberösterreichischer Bauernkrieg). Після поразки селян дворяни були поставлені перед вибором - звернутися в католицтво або емігрувати, а протестантські священики були вигнані.
Приблизно з 1600 р протестанти стали залишати Австрію. Їх чисельність на той час оцінюється в 100-200 тис. Чоловік. Одним з яскравих прикладів був емігрував разом зі своїми батьками в 1628 р Юстиніан фон Вельца, який став пізніше одним з найвизначніших лютеранських місіонерів.
У 1631 р Фердинанд II завітав віденським єпископам титул імперських князів.
Після закінчення Тридцятилітньої війни, до 1650 р Австрія була переважно католицької. Так звані «приховані протестанти» збереглися в Альпах, у Верхній Австрії і в Угорщині.
Приблизно з 1650 р поширився масовий культ діви Марії (спорудження стовпів Марії, паломництво до місць її пам'яті і ін.), А також інші прояви католицького культу (хресні ходи, шанування мучеників і ін.).